# Celina Gapińska
Celina Gapińska (ur. w 8 stycznia 1912, zm. 15 kwietnia 2013) – polska sportsmenka.
Celina Gapińska przez całą swoją karierę reprezentowała barwy ŁKS-u Łódź. Uprawiała koszykówkę (2 razy była wicemistrzem Polski; reprezentantka kraju) i hazenę (3 razy sięgała po mistrzostwo kraju; na boisku występowała na pozycji bramkarki).
Zmarła 15 kwietnia 2013 roku, przeżywszy 101 lat.